# Église Saint-Gilles de Kumtich
L'église Saint-Gilles est une église romane située à Kumtich, section de la commune belge de Tirlemont, dans la province du Brabant flamand.

## Historique
L'église Saint-Gilles a été édifiée au XIIe siècle.
Les collatéraux ont été reconstruits au XVIIIe siècle et la tour néogothique a été ajoutée en 1838, année mentionnée par le chronogramme situé au dessus-de l'entrée :
CUra per ILLUstrIs baronIs DeMan haeC restaUrata atqUe renoVata fUerUnt
L'église a fait l'objet d'une restauration en 1924.

## Classement
L'église fait l'objet d'un classement au titre des monuments historiques depuis le 28 novembre 1942 sous la référence 1113 et figure à l'inventaire du patrimoine immobilier de la Région flamande sous la référence 43091.

## Architecture

### Le chevet
L'église Saint-Gilles possède un remarquable chevet plat.
Ce chevet, édifié en moellon et en pierre de taille, présente trois registres ornés d'arcades de tailles décroissantes.
Le premier registre est orné de trois grandes arcades supportées par des pilastres à imposte saillante.
Le deuxième registre est orné de bandes lombardes composées d'arcades groupées par trois encadrant une fenêtre absidiale unique. Chaque arcade repose soit sur un modillon géométrique très simple soit sur une lésène (pilastre plat sans base ni chapiteau).
Le troisième registre est orné d'une série de huit arcades reposant sur des colonnettes ornées de chapiteaux.
Le chevet est surmonté d'un pignon en briques rouges percé d'une baie à encadrement de pierre blanche surmonté d'une petite statue en pierre et d'une petite arcature en briques.

Le chevet plat
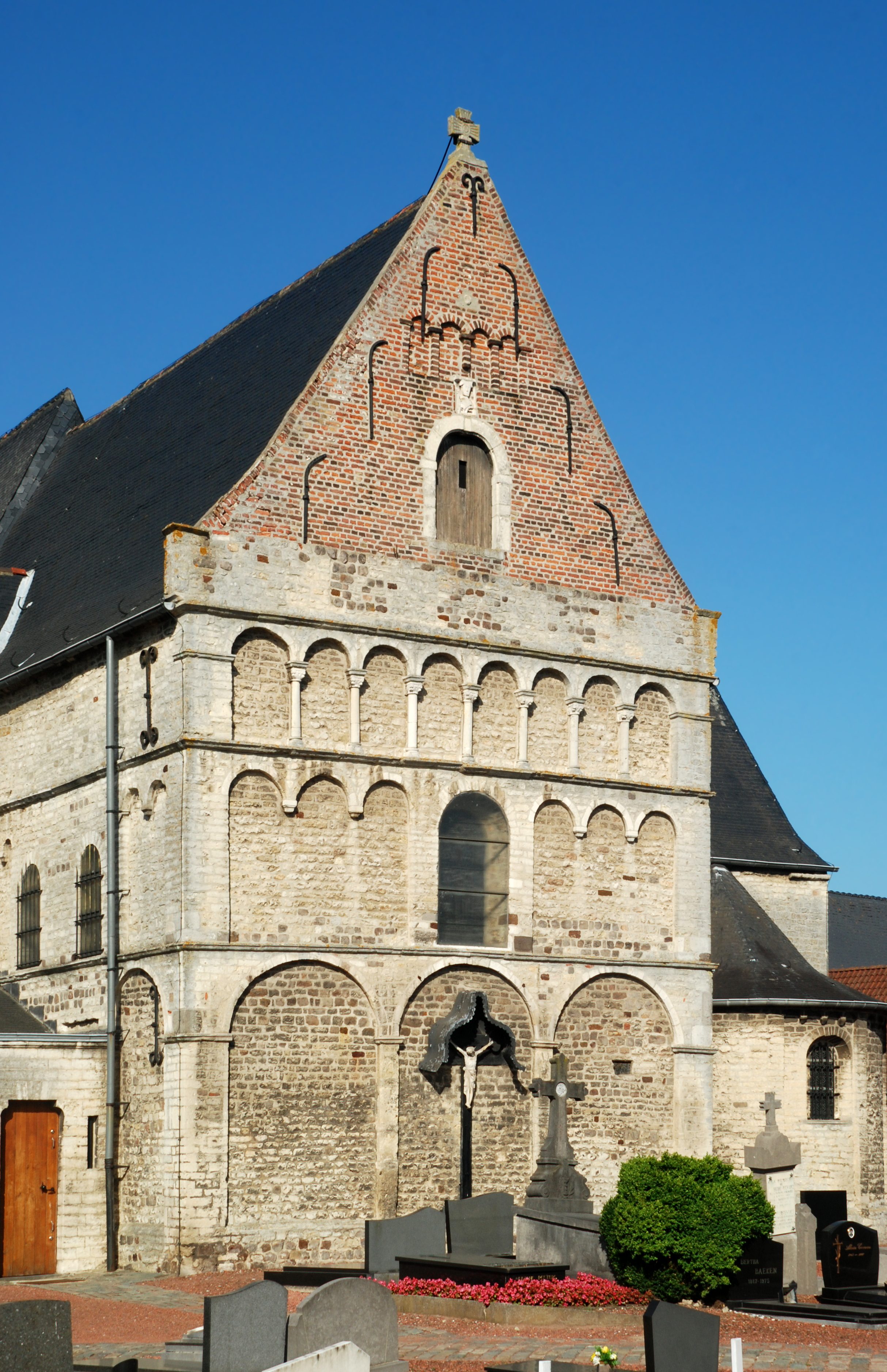
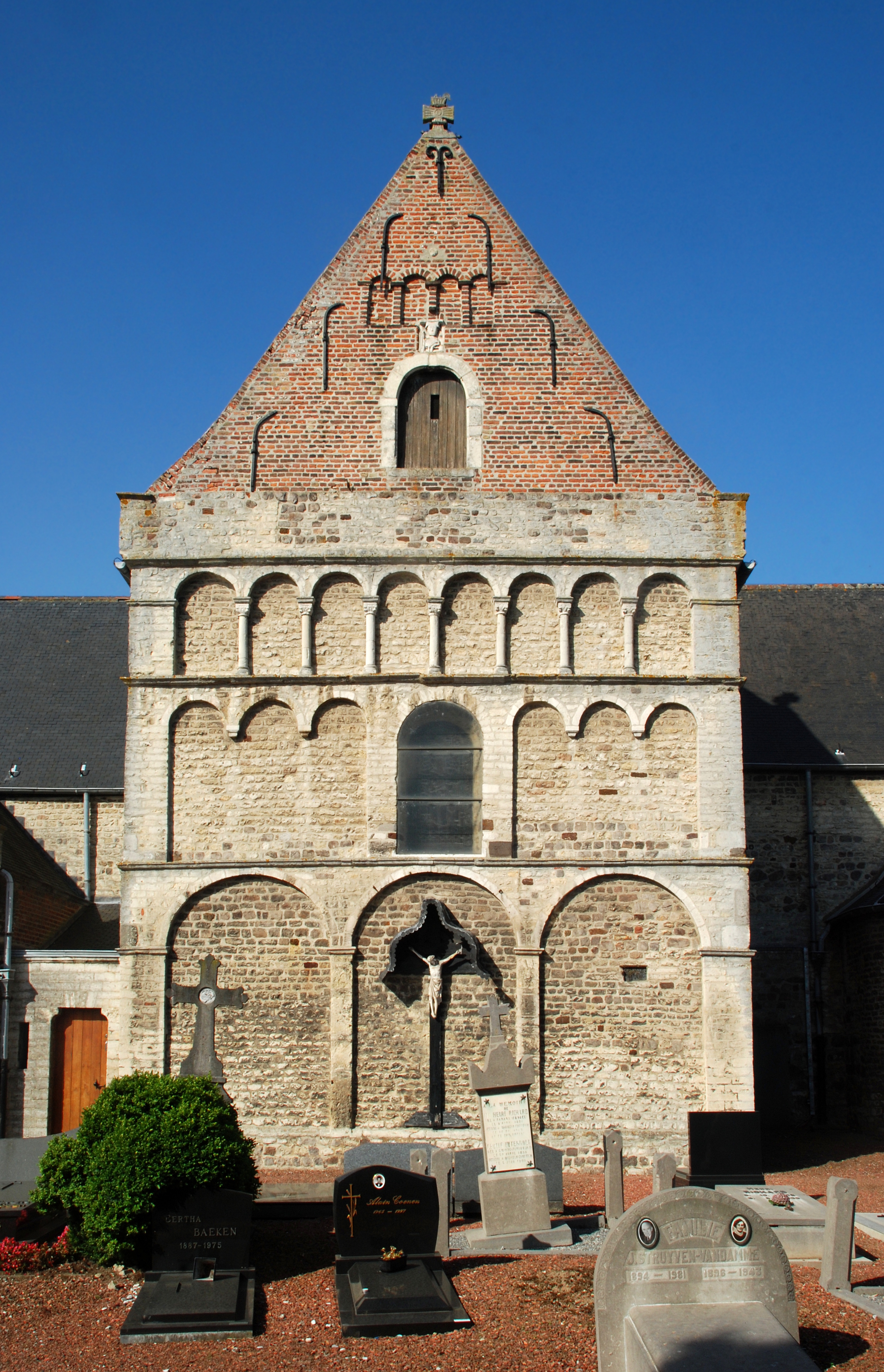
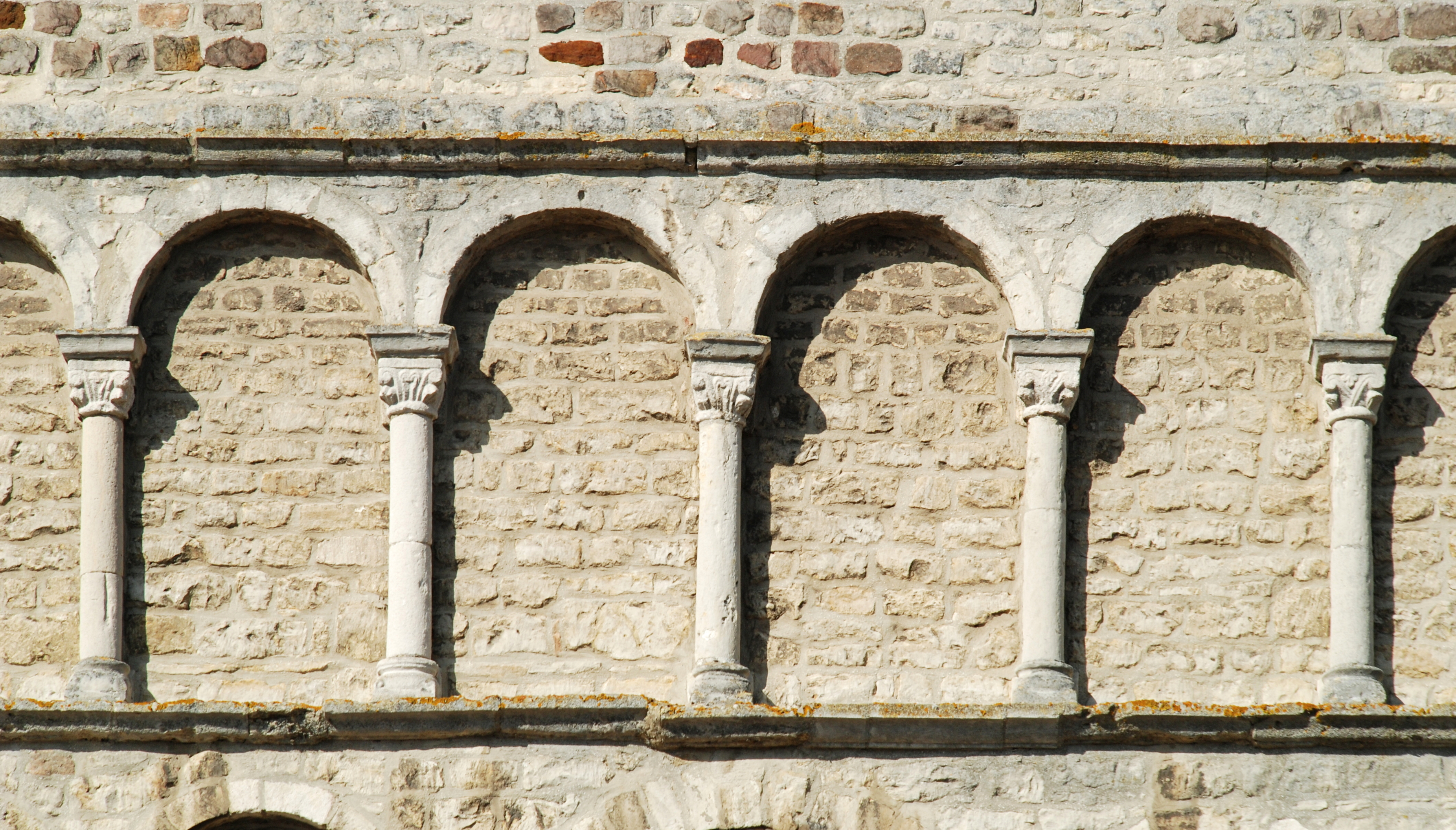
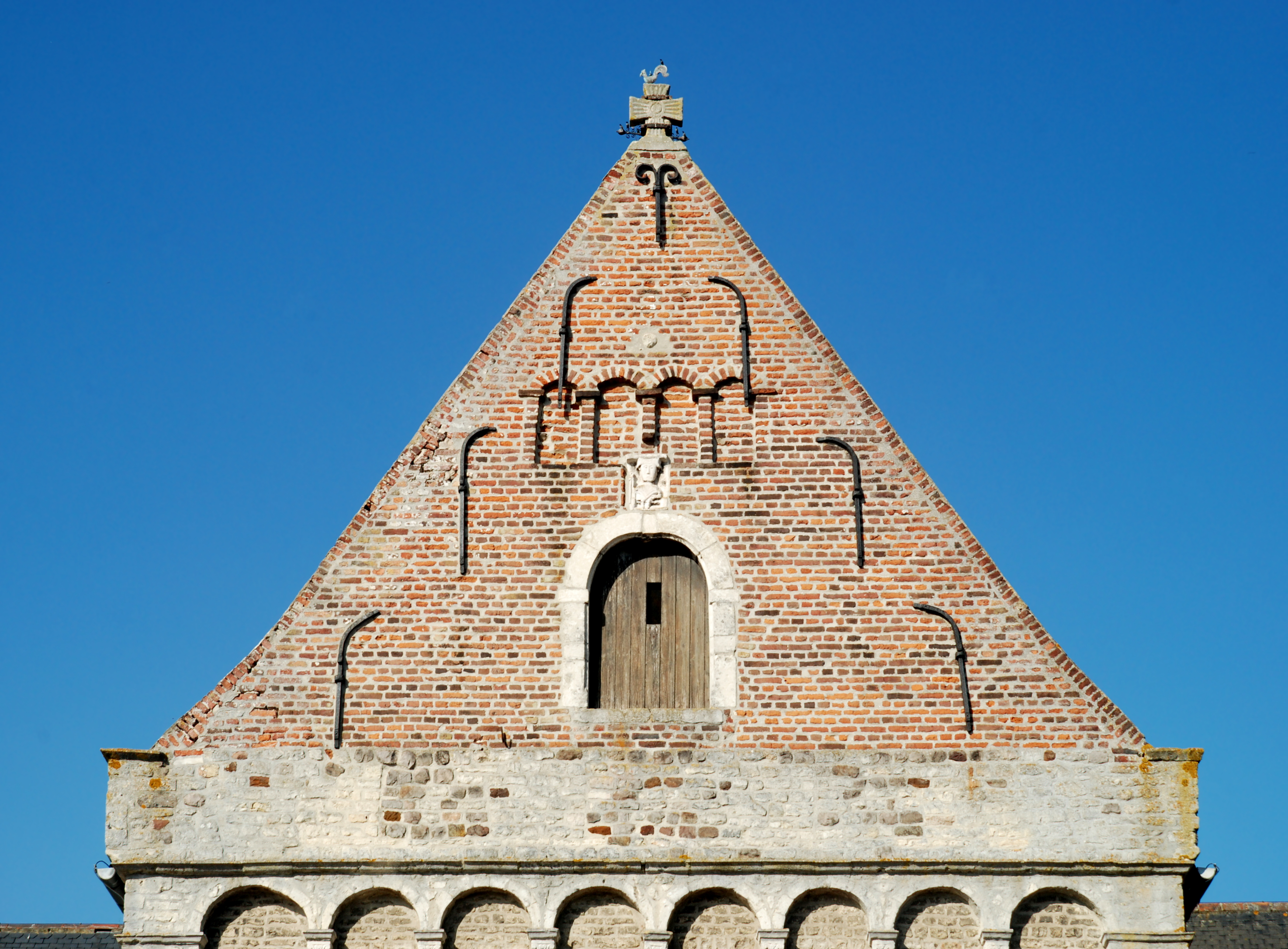